# Мгеладзе, Вахтанг Амиранович
Мгеладзе Вахтанг Амиранович — грузинский журналист, аналитик, эксперт, политолог, публицист, общественный деятель. Главный редактор информационно-аналитического агентства "Smart Press"
Родился 28 сентября 1978 года в городе Тбилиси. Бакалавр журналистики Тбилисского Государственного Университета имени Иване Джавахишвили. С 1995 года работает в средствах массовой информации, занимается предпринимательской деятельностью, общественной и общественно-политической работой. Автор многих публикаций, исследований, журналистских расследований, разработчик проектов и программ.
Принимал активное участие в формировании и деятельности ряда общественных объединений, и политических партий. Участвовал в работе молодёжных общественных объединений. Был президентом НПО «Молодёжного Союза Журналистов Грузии», вице-президентом НПО «Молодёжного Союза Реформаторов Грузии», принимал участие в деятельности НПО «Национального Совета Молодёжных Организаций Грузии» и др.
В различное время работал в Государственной Информационной Службе Грузии, обозревателем информационного агентства стран черноморского региона — «Black Sea Press», регионального издания газеты «Комсомольская Правда» («КП в Грузии») и газеты «Грузия Сегодня», экономическим обозревателем российского информационного агентства «Интерфакс», директором экономической службы информационного агентства «BGI», главным редактором газеты «Досье», редактором и ведущим информационной службы радиостанции «Аудиенция», редактором информационной службы телекомпании «Иберия», руководителем информационной службы телерадиокомпании «Эврика», директором информационной службы телекомпании «ТВ-4», главой департамента по связям с общественностью МНПО «Союза Кооперативных Организаций Стран Черноморского Региона и Балкан», пресс-секретарем, советником председателя правления «Центрального Союза Потребительских Кооперативов Грузии — Цекавшири», руководителем центрального аппарата, председателем правления НПО «Национального Агентства Грузии по Борьбе с Коррупцией», членом наблюдательного совета, партнёром ООО «Грузинская Инвестиционная Группа» (ранее «Инвестиционный Банк Грузии» и «Инвестиционный Банк Инвестконтракт»), членом правления, главой ревизионной комиссии НПО «Национального Агентства Журналистских Расследований», председателем правления НПО «Ассоциации Международного Сотрудничества Грузия — Россия», председателем совета директоров радиостанции «Хит ФМ», генеральным директором «Радио Монте-Карло», шеф-редактором Интернет издания стран Южного Кавказа «Новый Регион» и др.